# Sturnira bidens
Sturnira bidens es una especie de murciélago de la familia Phyllostomidae.
Sturnira es un género de murciélagos frugívoros que cumplen un rol clave en la dinámica sucesional de los bosques neotropicales, son dispersores de semillas eficientes, que mutualizan con plantas de los géneros Piper y Solanum, se trata de una especie rara, su patrón reproductivo es poliestrico bimodal.

## Distribución geográfica
Habita en Colombia, Ecuador, Perú, Venezuela y, posiblemente, Brasil.